# Madamigella di Maupin
Madamigella di Maupin és una pel·lícula coproduïda entre Espanya França i Itàlia, dirigida per Mauro Bolognini en 1966, lliurement inspirada en la biografia de Mademoiselle de Maupin i la novel·la del mateix nom de Théophile Gautier.

## Sinopsi
A la França del Rei Sol, una noia, Maddalena, s'allista a l'exèrcit per no sotmetre’s a un matrimoni de conveniència. Per aquest motiu s'ha de disfressar d'home prenent el nom de Teodore. Però aviat s'enamora del capità Alcibiades que li mostra una gran camaraderia. La seva identitat, però, la descobreix el pèrfid D'Albert que s'enamora d'ella però al final, després d'haver aclarit el malentès, tornada al paper de Maddalena i declararà el seu amor a Alcibiades.

## Repartiment
- Catherine Spaak - Magdeleine de Maupin
- Robert Hossein - Capità Alcibiade
- Tomás Milián - Cavaliere d'Albert
- Mikaela - Rosetta Durand
- Ángel Álvarez - Monsieur de Maupin
- Ottavia Piccolo - Princess Ninon
- Manolo Zarzo - El sergent

## Premis
- Premi Sant Sebastià a la millor direcció (1966)[3]